# Партийный организатор
Партийный организатор (аббр. парторг, парторганизатор) — многозначный термин, использующийся в контексте деятельности политической партии. В зависимости от идеологии, целей и задач той или иной партии, а также исторических условий, в которых происходит её деятельность, термин «партийный организатор» может иметь следующие значения:
1. Организатор местных партийных структур[1].
2. Партийный активист, участвующий в организации мероприятий партии, включая партийные форумы, пропагандистские и агитационные мероприятия, организацию и/или участие партии в митингах, акциях протеста, забастовках, восстаниях и проч.
3. Руководитель организованной группы членов партии.
4. Представитель партии в государственных учреждениях, общественных организациях, предприятиях, отдельных объектах хозяйственной деятельности и вооружённых силах.

## Коммунистическая партия Советского Союза
До Октябрьской революции 1917 года, партийный организатор РСДРП—РСДРП(б) исполнял функцию «представителя партии в массах». Его основными задачами были пропаганда идей марксизма и большевизма на заводах, фабриках, армии и флоте; агитация; организация стачечного движения, а также организация вооружённых восстаний. Первыми партийными организаторами были «люди, профессионально занимающиеся революционной деятельностью». Пополнение рядов организаторов происходило путём привлечения лиц, сочувствующих партии и обладающих достаточной теоретической подготовкой, дисциплинированностью, организаторскими способностями и искусством конспирации, которое было необходимо в условиях преследования революционной деятельности царским правительством.
После установления советской власти на территории России и других частей Российской империи и становлении в первой половине 1920-х годов однопартийной системы в СССР, изменилось назначение партийных организаторов РКП(б)—ВКП(б)—КПСС. В этот период организаторская работа коммунистической партии преследовала двоякую цель — партийное строительство, направленное на развитие и поддержание партийных структур, и усиление руководящей роли партии в области государственного управления. Это оказывало существенное влияние на формы организации и методы работы партийных организаторов советского периода, которых можно условно разделить на две категории. К одной категории парторгов относились лица, избираемые членами партийной организации в качестве её руководителя. Другая категория партийных организаторов представляла собой партийную номенклатуру — профессиональных партийных работников, назначаемых вышестоящим партийным органом (в войсках — военно-политическим органом) для осуществления представительских функций на местах.

### Избираемые партийные организаторы
Должность, официально называемая партийный организатор (или сокращённо парторг), появилась в уставе ВКП(б) только в 1934 году. Причём она могла быть выборной или назначаемой в зависимости от определённых партийным уставом условий.
Так, на крупных объектах с большим количеством членов партии (от 100 и выше) внутри общей первичной партийной организации объекта допускалось, с разрешения вышестоящего партийного органа, формирование партийных организаций по цехам, участкам, отделам. В свою очередь внутри цеховых, участковых и тому подобных организаций — «цеховых организаций» — могли создаваться партийные группы в количестве не менее трёх человек по бригадам и другим производственным звеньям объекта. Для ведения текущей работы первичная партийная организация объекта избирала партийный комитет (сокращённо  партком) во главе с секретарём, который в свою очередь избирался на собрании партийного комитета и утверждался вышестоящим партийным органом — районным (райком) либо городским (горком) комитетом КПСС. Цеховая организация на собрании своих членов избирала «партийного организатора», кандидатура которого затем утверждалась вышестоящим партийным комитетом организации, в состав которой входила данная цеховая организация. Каждая партийная группа избирала «партийного организатора группы» (партгрупорга), который действовал под руководством партбюро первичной партийной организации, в состав которой входила данная группа.

### Назначаемые партийные организаторы
Пост «партийного организатора группы» был также предусмотрен на предприятиях, в колхозах, учреждениях и в других организациях, где было менее трёх членов партии. Должность парторга в таких группах была не выборной, а назначаемой вышестоящим партийным органом — как правило, парткомом предприятия, районным или городским партийным комитетом. Следует подчеркнуть, что в этом случае назначение парторга (вместо его избрания) диктовалось исключительно соображениями демократического централизма: для принятия коллективного решения членами группы требовалось большинство голосов, которое могло быть обеспечено только при наличии трёх или более членов группы. При отсутствии третьего члена, принятие решения брал на себя партийный комитет, который по уставу являлся коллегиальным органом партии. Соответственно, должность парторга не являлась номенклатурной: из двух кандидатов партком просто выбирал наиболее подходящего на роль организатора.
Деятельность партийных организаций в вооружённых силах с декабря 1925 года регулировалась специальной инструкцией Центрального комитета партии, в то время как военные парторги — руководители войсковых партийных организаций — находились под контролем политорганов — специально уполномоченных учреждений партии в войсках в лице политического управления вооружённых сил и руководимых им политотделов.

### Профессиональные партийные организаторы
В советский период широко применялась практика использования парторгов в качестве представителей коммунистической партии в учреждениях, организациях, предприятиях, войсках и военизированных подразделениях; эта категория лиц назначалась на должность партийными органами (в вооружённых силах — политорганами).
Для подготовки профессиональных парторгов, в 1936 году была создана «Высшая школа партийных организаторов при ЦК ВКП(б)» (в 1946 году влита в «Высшую партийную школу», с 1978 года — «Академия общественных наук при ЦК КПСС»), которая готовила профессиональных партийных деятелей для руководящей и аппаратной работы в обкомах, крайкомах, ЦК компартий союзных республик, в горкомах и райкомах партии. В школу принимались члены партии, имеющие опыт руководящей организационно-партийной работы в должности секретаря районного комитета партии и выше. Аналогичные партийные учебные заведения действовали при ЦК компартий союзных республик, обкомах и крайкомах партии. Подготовкой профессиональных партийных работников в войсках занимались военно-политические учебные заведения, подчинённые политическому управлению вооружённых сил.

#### Политработники в вооружённых силах

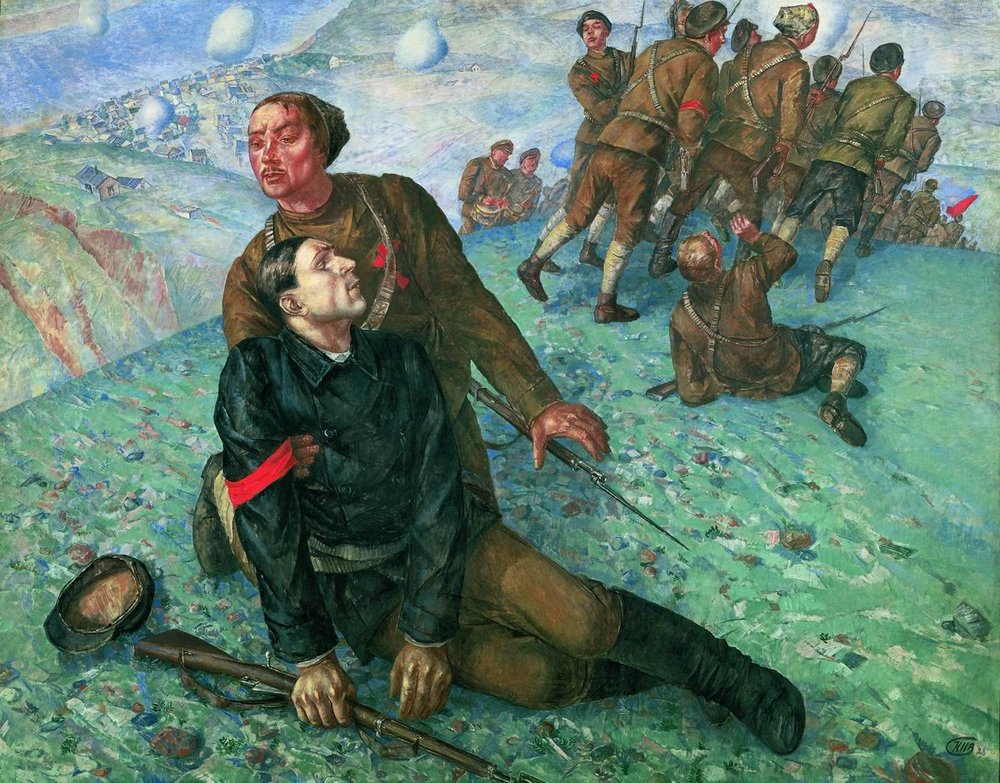
К. С. Петров-Водкин. Смерть комиссара (1928)

В вооружённых силах действовали как профессиональные, так и избираемые политработники, причём последние работали под руководством профессиональных партийных работников.
Институт военных комиссаров в Красной армии был унаследован от Временного правительства, где комиссары выполняли роль представителей правительства «для содействия реорганизации армии на демократических началах и укреплению её боеспособности, <...> борьбы со всякими контрреволюционными попытками». При РКП(б)—ВКП(б) комиссары (позднее — политруки, помполиты и замполиты) были превращены из представителей правительства в партийных работников, которые представляли интересы коммунистической партии в войсках. Политическая работа в Красной Армии была определена как «своеобразное сочетание внутрипартийной, политико-просветительной, административно-политической и организационно-политической работы», в то время как назначение политических работников на должность стало осуществляться не государственным органом управления, а уполномоченными военно-политическими учреждениями коммунистической партии, в частности, политическим управлением Красной армии.
Начиная с 1940-х годов в деятельности военно-политических работников применялся принцип единоначалия. В то время как военные комиссары были подотчётны лишь вышестоящим комиссарам и Главному Политическому Управлению РККА, политработники более позднего времени имели двойное подчинение: они одновременно подчинялись войсковому командиру (старшему по званию) и вышестоящему политработнику. На высшем уровне вся система военно-политических органов подчинялась главному политическому управлению (ГЛАВПУ), которое по своему статусу приравнивалось к отделу ЦК КПСС. Посредством института военно-политических органов в армии и флоте коммунистическая партия не только осуществляла непосредственный контроль и управление вооружёнными силами страны, но и определяла военную доктрину Советского Союза, в то время как военные партийные организаторы использовались в качестве инструмента её реализации. 
За исключением периода Великой Отечественной войны, когда политруков — руководителей партийных организаций войсковых подразделений — назначали политорганы вооружённых сил, должность политрука была выборной. Деятельность военного парторга регулировалась специальной инструкцией ЦК компартии и контролировалась политработниками. К примеру, для проведения партийного собрания политруку подразделения требовалось согласие политработника подразделения. Заместители политрука утверждались соответствующим политработником, а сам политрук должен был отчитываться политработнику о своей работе и докладывать о настроениях солдат и офицеров.
В последний год существования СССР была предпринята попытка реформирования военно-политических органов. Указом Президента СССР от 11 января 1991 года № УП-1306 было утверждено «Общее положение о военно-политических органах», которое вывело военно-политические органы из-под контроля КПСС и упразднило институт партийных организаторов в войсках. Главное военно-политическое управление Вооружённых Сил СССР стало подчиняться непосредственно министру обороны СССР, в то время как военно-политическим органам всех уровней было предписано в своей деятельности руководствоваться законами СССР, актами Съезда народных депутатов СССР, Верховного Совета СССР, Президента СССР, Кабинета Министров СССР и приказами и директивами министра обороны.

#### Парторги комитетов партии

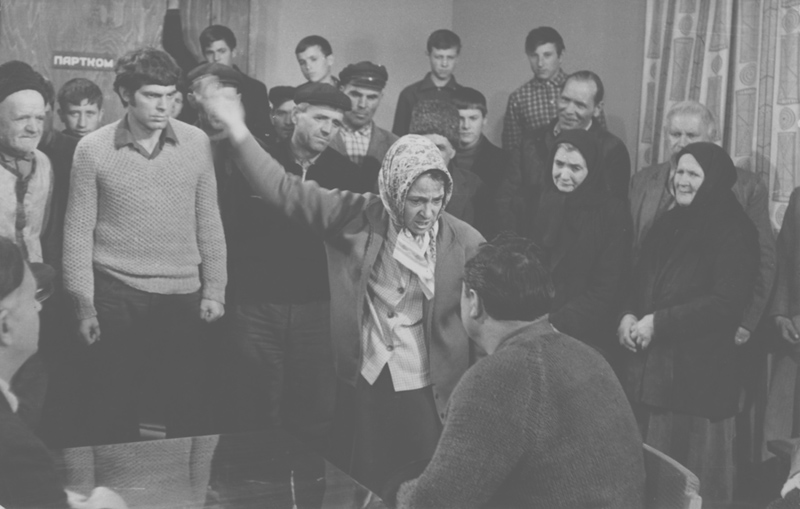
Партком. Молдавская ССР. 1970. Фото Ион Кибзий

Другой разновидностью профессиональных парторгов были представители вышестоящих партийных органов на местах — парторги союзных, республиканских, областных и краевых партийных органов — которые назначались этими органами.
В период с 1933 по 1961 годы на крупных предприятиях, стройках и прочих объектах, имевших с точки зрения центрального комитета партии особо важное значение для народного хозяйства, действовали парторги ЦК КПСС (до 1952 года — парторг ВКП(б); разг. парторг ЦК). Парторги ЦК являлись одновременно выборными секретарями бюро парткомов первичных партийных организаций.
Институт парторгов ЦК действовал на железнодорожном, морском и речном транспорте c 1934 по 1943 годы. К примеру, в системе речного пароходства должности парторгов ЦК ВКП(б) были предусмотрены во всех крупных портах, мастерских, на пристанях, судоремонтных заводах, верфях, а также в пароходствах, где не организовывались политотделы. Парторги назначались и смещались ЦК ВКП(б) по представлениям местных партийных органов и политуправления Наркомвода СССР. Руководство работой парторгов возлагалось на политотдел пароходств, который был упразднён постановлением ЦК ВКП(б) от 31 мая 1943 года в целях укрепления единоначалия и улучшения партийно-политической работы на транспорте.
В учреждениях и на предприятиях парторг участвовал в управлении наряду с руководителем учреждения или предприятия, в частности, в вопросах, требующих принятия важных политических решений или касающихся кадровой политики. Парторги были призваны демонстрировать присутствие партии на местах, доводить решения партии до руководителей объектов, а также собирать информацию о состоянии дел и настроениях на объектах и информировать об этом представляемые ими партийные органы.

### Образ парторга в литературе и искусстве
В литературе
- Платон Гветадзе в романе А. Карцева «Магистраль» (1935—1938)
- Макар Нагульнов в романе М. Шолохова «Поднятая целина» (1932)
- Владимир Дунаев в романе «Мифогенная любовь каст» (1999—2002)
- Михаил Залкинд в романе В. Ажаева «Далеко от Москвы» (1948)
- Вавилыч в рассказе В. Ильенкова «Фетис Зябликов»

В кино
- Клавдия Вавилова, «Комиссар»
- Соломахин, «Премия»
- Григорий Косов, «Тишина»
- Иван Максимович, «Человек на своём месте»
- Чубасов, «Битва в пути»
- Русанов, «Битва в пути»
- Михаил Зима, «Честь»
- Большаков, «На завтрашней улице»
- Полина Гончаренко, «Секретарь парткома»
- Малышев, «Коней на переправе не меняют»
- Фрэнк Андервуд, «Карточный Домик»

В живописи
- «Смерть комиссара» — картина художника К. С. Петрова-Водкина
- «Парторг колхоза» — картина художника Г. Дышленко